# Lima (Oklahoma)
Lima és un poble dels Estats Units a l'estat d'Oklahoma. Segons el cens del 2000 tenia 74 habitants.

## Demografia
Segons el cens del 2000, Lima tenia 74 habitants, 30 habitatges, i 18 famílies. La densitat de població era de 62,1 habitants per km².
Dels 30 habitatges en un 13,3% hi vivien nens de menys de 18 anys, en un 40% hi vivien parelles casades, en un 16,7% dones solteres, i en un 36,7% no eren unitats familiars. En el 33,3% dels habitatges hi vivien persones soles el 10% de les quals corresponia a persones de 65 anys o més que vivien soles. El nombre mitjà de persones vivint en cada habitatge era de 2,47 i el nombre mitjà de persones que vivien en cada família era de 3,05.
Per edats la població es repartia de la següent manera: un 28,4% tenia menys de 18 anys, un 5,4% entre 18 i 24, un 18,9% entre 25 i 44, un 33,8% de 45 a 60 i un 13,5% 65 anys o més.
L'edat mediana era de 44 anys. Per cada 100 dones de 18 o més anys hi havia 89,3 homes.
La renda mediana per habitatge era de 18.750 $ i la renda mediana per família de 15.625 $. Els homes tenien una renda mediana de 23.125 $ mentre que les dones 14.375 $. La renda per capita de la població era de 6.473 $. Entorn del 47,4% de les famílies i el 59,7% de la població estaven per davall del llindar de pobresa.

## Poblacions més properes
El següent diagrama mostra les poblacions més properes.